# Ceos (mitologia)
Céos ou Ceu (em grego:  Κοίος, transl.: Koíos; em latim: Cœus ou Coeus), na mitologia grega, é um dos titãs que nasceram de Gaia (Gea) e Urano. Foi o titã da inteligência e é associado a direção norte pois, durante o fratrícídio de Uranos foi essa "parte" do pai que o titã restringiu.
Uniu-se a titânide Febe e com ela gerou Astéria, a deusa estelar, e Leto, a deusa do anoitecer.

Como a maioria dos titãs, ele não teve papel ativo na mitologia grega — aparece apenas na lista dos titãs. — mas é importante pelos seus descendentes.

Febe entrou no leito amoroso de Ceos

E fecundou a Deusa o Deus com amor

Nasceu Leto de negro véu

Sempre boa aos humanos e aos Deuses imortais

doce desde o início

a mais suave do Olimpo

Nasceu também Astéria

Que Perses levou ao seu palácio

e a desposou, e desta união

nasceu a poderosa Hécate

Que Zeus agraciou com esplêndidos Dons […]

— Hesíodo, Teogonia, 405

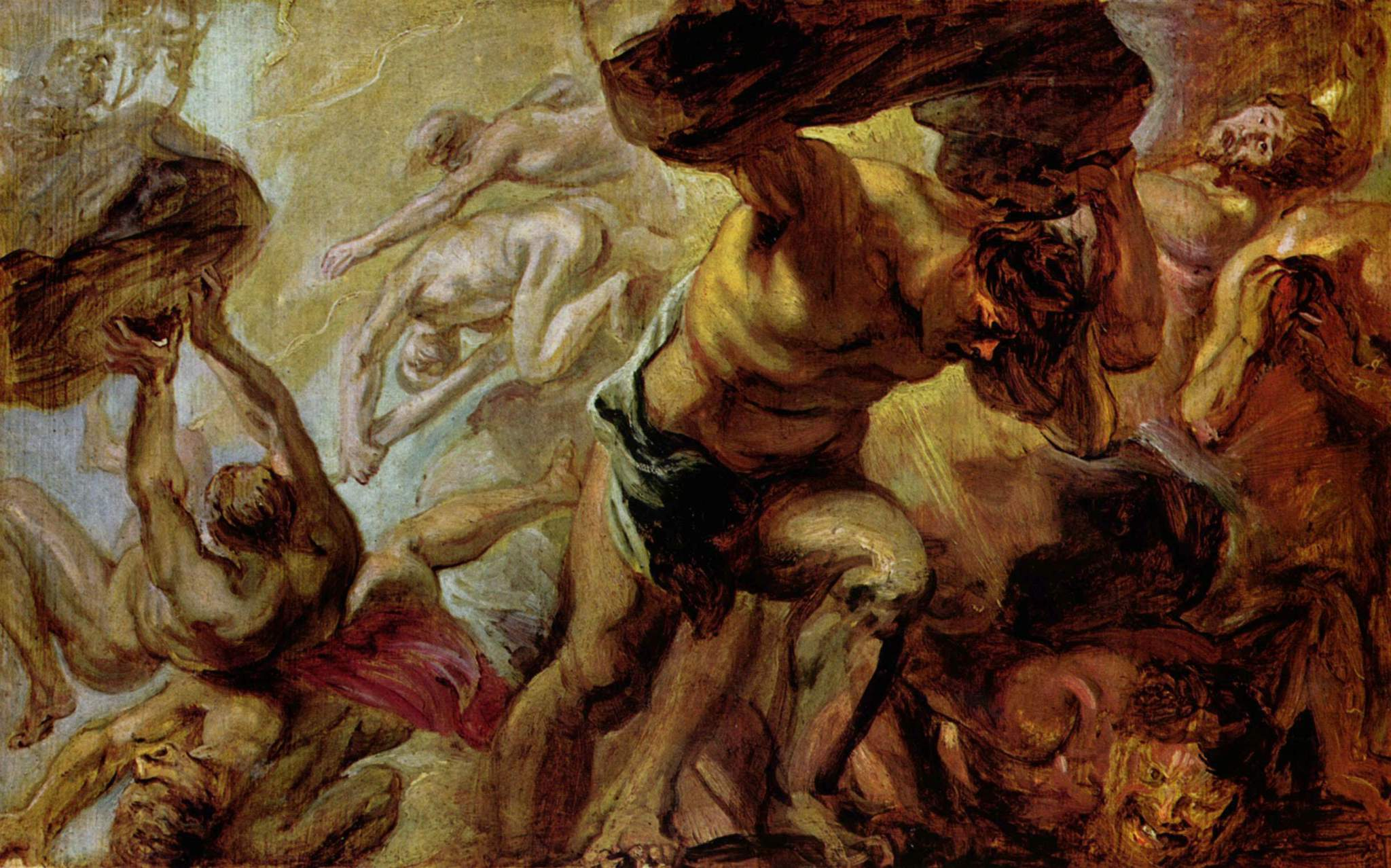
A Queda dos Titãs, por Peter Paul Rubens (c. 1637).

Leto deu à luz Artemis e Apolo, filhos de seu relacionamento com Zeus (filho dos titãs Cronos e Reia).